# レッドストーン兵器廠
レッドストーン兵器廠（レッドストーンへいきしょう、英: Redstone Arsenal）はアメリカ合衆国アラバマ州マディソン郡ハンツビルの南西に位置するアメリカ陸軍駐屯地である。第二次世界大戦期におけるアメリカ陸軍の化学兵器や各種弾薬の製造に始まり、戦後は各種ミサイルやロケット砲の研究開発、試験、訓練（戦技研究）、評価などを行ってきたアメリカ陸軍のミサイル発祥の地でもある。現在の主な駐屯組織は、アメリカ陸軍航空ミサイル軍 (AMCOM、United States Army Aviation and Missile Command) とNASAマーシャル宇宙飛行センターである。
アメリカ合衆国の統計上は国勢調査指定地域（CDP）に指定されており、ハンツビル及びディケーター合同統計地域に含まれる。2000年アメリカ合衆国国勢調査による当該CDPの人口は2,365人だった。
日本語では他にレッドストーン兵器工廠、レッドストーン陸軍工廠、レッドストーン工廠、レッドストーン軍需工場などとも訳される。「レッドストーン兵器庫」という訳も散見されるが、確かに兵器庫としての用途もあったため誤りではないものの現代の同工廠の実態を端的に示しているとは言いがたい。

## 地理
レッドストーン兵器廠は、北緯34度41分3秒 西経86度39分15秒 / 北緯34.68417度 西経86.65417度（34.684166、-86.654031）に位置する。マディソン郡の南端にあり、テネシー川をはさんでモーガン郡との境にある。その北側には州間高速道路565号線とアメリカ国道72号線が通っている。
アメリカ合衆国国勢調査局によると、レッドストーンCDPは、総面積20.4 km2（7.9 mi2）であり、そのすべてが陸地である。レッドストーン兵器廠は南部にテネシー川といくつかの地方水源地に関連した広範な湿地帯を含み、それらの多くはホイーラー国立野生動物保護区として維持されている。

### 主な高速道路
- 州間高速道路 565号線
- アメリカ国道 72号線
- アメリカ国道 231号線

### 近隣の都市
- ハンツビル（北東）
- マディソン（北西）
- ディケーター（西）

## 人口統計
| 国勢調査年 | 人口(人) |
| ---------- | -------- |
| 2000年     | 2,365    |
| 1990年     | 4,909    |
| 1980年     | 5,728    |
| 1970年     | ----     |

2000年国勢調査によると、当該CDPには2,365人、487世帯、446家族が暮らしている。人口密度は、116.2人/km2（300.8人/mi2）である。879戸の住宅が、平均密度43.2戸/km2（111.8戸/mi2）で建っている。人種構成は、白人56.91 %、アフリカ系アメリカ人31.67 %、ネイティブ・アメリカン0.42 %、アジア系2.03 %、太平洋諸島系0.80 %、その他の人種3.34 %、及び混血4.82 %である。また、人口の9.30 %は、ヒスパニック又はラテン系でもある。
487世帯のうち79.5 %が18歳未満の子供と同居しており、79.7 %は夫婦同居である。8.8%は夫のいない女性が世帯主であり、8.4 %は非家族である。すべての世帯のうち7.8%は単身世帯であるが、65歳以上の単身世帯はない。1世帯あたりの人数は3.48人であり、1家族あたりの人数は3.67人である。
人口分布は18歳未満が32.9 %、18歳から24歳が19.2 %、25歳から44歳が43.2 %、45歳から64歳が4.6 %、65歳以上が0.1 %であり、平均年齢は24歳である。女性100人あたり、男性は150.5人おり、18歳以上では女性100人あたり男性は170.1人いる。
1世帯あたりの年間所得は35,435ドルであり、1家族あたりの年間所得は40,208ドルである。男性の平均年間所得は29,053ドルで、女性の平均年間所得は24,063ドルである。CDP全体の国民1人あたりの平均年間所得は、14,860ドルである。およそ9.0%の家族と10.4%の住民は、貧困線以下である。全人口のうち18歳未満の11.7 %は貧困線以下の生活を送っているが、65歳以上は貧困線以下の生活を送っている者はいない。

## 軍事施設

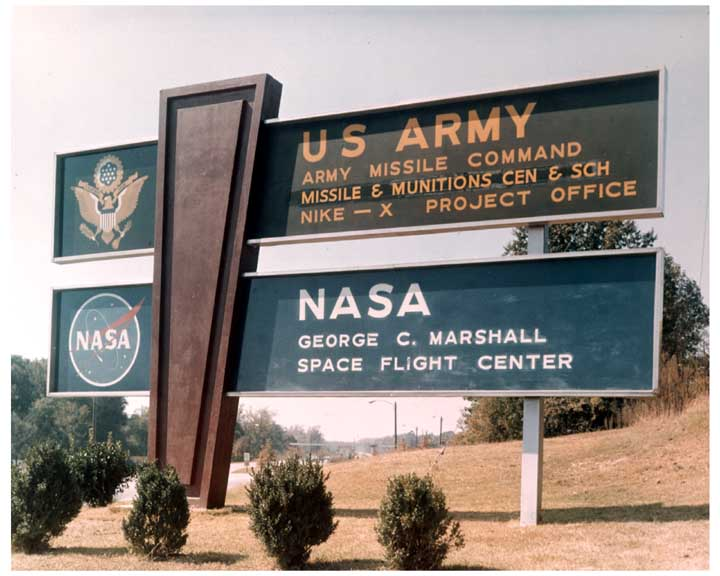
レッドストーン兵器廠のメインゲートの看板。アメリカ陸軍ミサイル軍 (MICOM) とナイキX計画局、マーシャル宇宙飛行センターの名前がある。1967年頃。

### 歴史

#### 第二次世界大戦期
第二次世界大戦の世界的な戦火の拡大の中、アメリカ議会は1941年4月にメリーランド州エッジウッドにある唯一の化学兵器工場に加えてさらなる化学兵器製造工場の建設を決定した。化学兵器製造工場とその貯蔵施設の建設予定地としてアラバマ州ハンツビル南西のテネシー川北岸地域が1941年7月3日に選定され、30,000 acの土地が取得された。1941年7月24日に新しい兵器工場はハンツビル兵器廠と名付けられ、7,700 acの広さを持つハンツビル化学兵器貯蔵庫も併設された。ハンツビル化学兵器貯蔵庫は、後にハンツビル兵器廠との混同を避けるために1943年8月10日にガルフ化学兵器貯蔵庫に改名されている。
レッドストーン兵器廠は、当初レッドストーン弾薬工場 (Redstone Ordnance Plant) と呼ばれ、1943年2月26日にレッドストーン兵器廠に改称されている。1942年2月から1945年7月までの間にレッドストーン兵器廠地域で何件か爆発事故があり、女性を含む民間人と軍人が死亡しているが、1942年3月から1945年9月の間に、4,520万発以上の弾薬が生産された。1944年5月のピーク時で6,707人の民間人が雇用され、この地区で働いていた。2000年現在の人口の3倍以上である。ピーク以後は設備の機械化が進められ、従業員の数は次第に減らされていった。

##### 建設

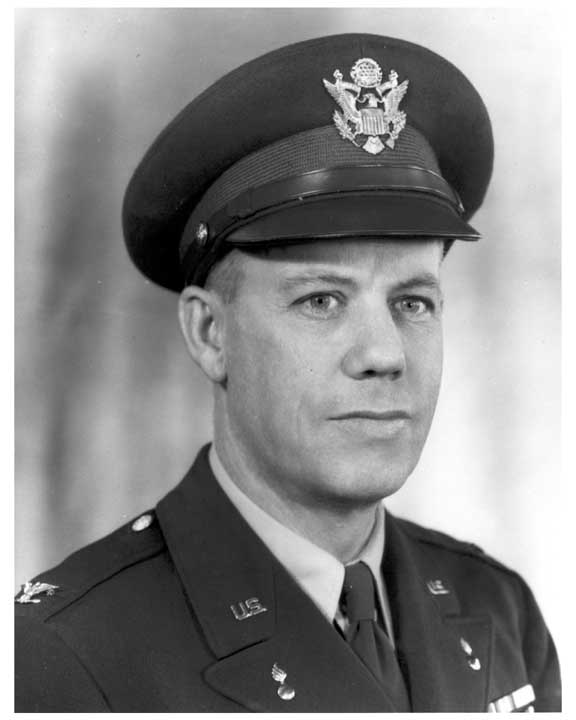
キャロル・D・ハドソン大佐

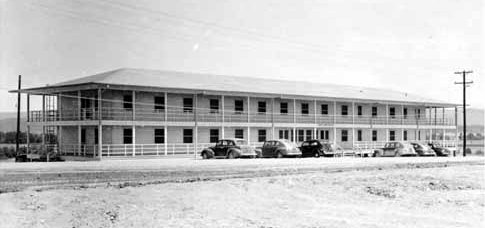
レッドストーン弾薬工場初の建物である131号棟。

レッドストーン弾薬工場は、アメリカ陸軍武器科の7つ目の兵器工場としてハンツビル兵器廠の東隣りの4,000 acの土地に建設されることになった。レッドストーンの名は赤土の多い土地柄から命名された。1941年10月6日にレッドストーン弾薬工場の最初の司令官であるキャロル・D・ハドソン少佐が着任し、レッドストーン弾薬工場の建設計画に着手した。計画の手始めとして、そこで勤務する独身の士官のためのレッドストーン弾薬工場初の131号棟と呼ばれる小さな建物が1941年11月11日に完成し、その建物は本部局舎が完成する1942年3月までは仮設本部も兼ねていた。その翌月にはハンツビル地区の2つの工場と弾薬庫をつなぐ総延長75 miの鉄道の敷設が完了した。1941年12月8日の日本軍による真珠湾攻撃に伴い、1シフト制だった建設作業は24時間体制に移行し、貯蔵倉庫、ドーム型弾薬庫、軍需品倉庫、店舗、警察、消防等の建設が急がれ、建設ラッシュとなった。

##### 雇用
1941年12月21日から原料の入手と従業員の採用を開始し、1942年2月5日に、レッドストーン弾薬工場は正式に稼働を開始した。警備上の都合と地元からの反発を抑えることなども考慮して従業員を主に地元から採用することにしていた。地元の住民であれば顔見知りが多く、よそ者、つまりスパイの疑いのある者の判別やその履歴の調査が容易であることが主な理由である。その中でハドソン中佐（1942年2月1日昇進）は、当時の批判を浴びながらも女性従業員を積極的に採用し、1942年12月には、レッドストーンの生産ラインの従業員のおよそ40 %は女性になっていた。女性従業員に対するチェックのために1943年4月から女性警備員も雇われた。

##### 製造開始

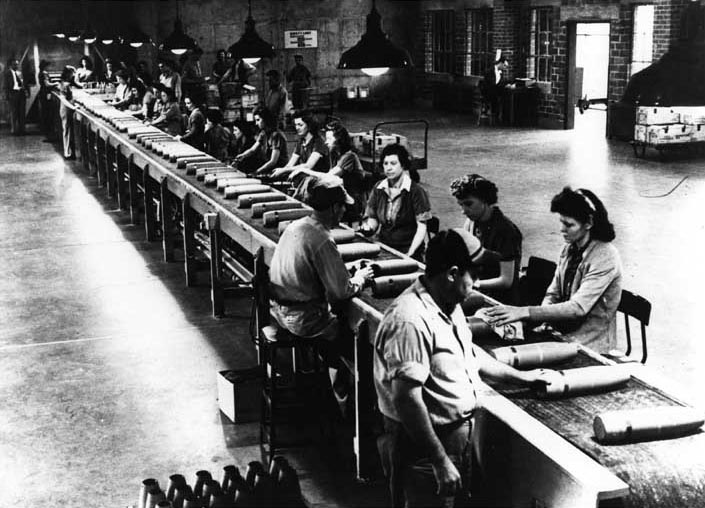
工場内の作業の様子。作業員に非常に女性が多いことがわかる。

1942年3月にハンツビルの化学工場で化学薬品の製造が始まり、最初は発煙弾や砲弾の信管などを生産し、チオニルクロリド、カルボニル鉄、三塩化ヒ素、ホスゲン（後者2つは化学兵器禁止条約の規制対象）などの化合物を生産した。ハンツビルは色付きの発煙弾を生産していた唯一の工場で、従業員の作業着や彼らの肌は虹のように七色に染まっていたという。特に紫色の発煙弾は染色がひどく、製造環境も悪かったため、従業員には1等級高い給料と皮膚の染色に対する補償が考慮されていた。その後まもなく、塩素ガスとそれを原料とするマスタード・ガスの生産ラインも稼動を開始し、レッドストーン弾薬工場でも弾殻への弾薬の装薬が始まった。貨車一両分の完成した製品がレッドストーン弾薬工場から1942年5月29日に初めて出荷された。その他、迫撃弾、手榴弾、榴弾、焼夷弾、催涙ガス弾、ライフル用榴弾などを生産した。ハンツビル地区では製造した弾薬の試験も実施され、1943年1月には4.2 in迫撃弾の初の試射が実施された。1943年5月には陸軍航空隊の航空機からの焼夷弾の投下試験も実施され、その標的となった模擬住宅群は「リトル・トーキョー」と呼ばれていた。

##### 自治活動

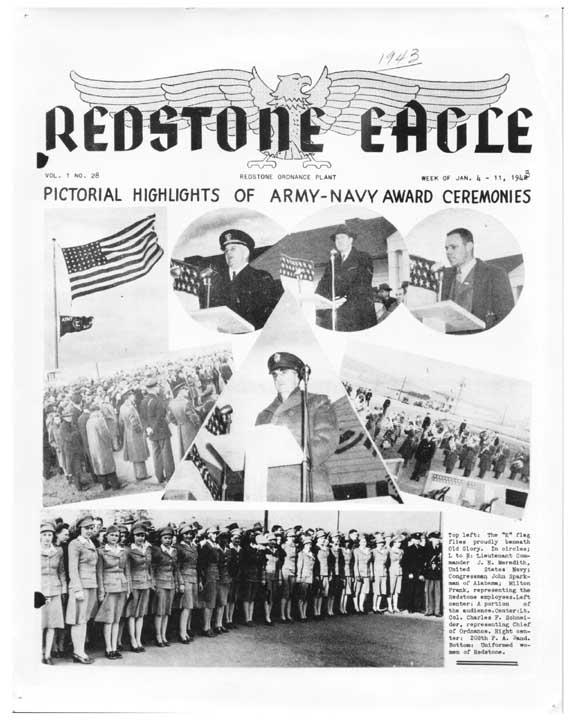
レッドストーン・イーグル

ハンツヴィル兵器廠とレッドストーン弾薬工場では、それぞれ「パトリオット」と「レッドストーン・イーグル」という題の週刊新聞を発行していた。いずれも従業員の士気高揚などを目的としていたが、発行には民間人も関わっている。「パトリオット」は1943年1月15日に初版が発行され、1945年8月25日まで。「レッドストーン・イーグル」は1942年6月15日から1946年9月17日まで発行された。
また、従業員のための住居としてレッドストーン・パークと呼ばれる住宅街もあり、菜園を作って兵器廠で消費される食料の生産が試みられたり、警備隊が使用する馬の飼料の干し草を栽培したりするなど、かなりの部分を敷地内で自給自足していた。また、業務外の活動として女子及び男子バスケットボールとソフトボールのチームがあったり、バレーボール、バドミントン及び卓球用の施設もあった。

#### 戦後・ミサイル時代

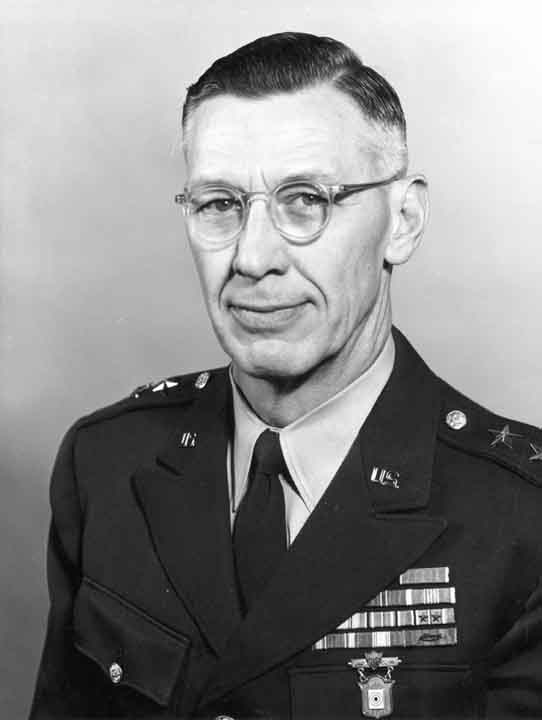
オルガー・N・トフトイ少将

戦後、ハンツビルとレッドストーンの各兵器廠の生産活動は速やかに縮小された。1947年にレッドストーンは待機状態に置かれ、大戦中に使い切れなかった弾薬を保管しておくための倉庫になっていた。ハンツビル兵器廠は、残っていたスタッフをレッドストーンに異動させ、1949年に非稼働となった後公売に出された。同年、陸軍兵站部ロケット・センターもレッドストーンに移転した。弾薬生産が終息し、民生用の乗用車の生産にまで転用されるようになっていたレッドストーン兵器廠もじきに公売に出される予定になっていたが、1952年にレッドストーン兵器廠の司令官としてオルガー・N・トフトイ大佐（後に少将まで昇進）が就任し、化学兵器や砲弾の製造に代わって誘導ミサイルやロケット兵器の研究が本格的に始まる。トフトイが司令官であった1952年から1958年8月の期間に、レッドストーン兵器廠は陸軍のすべてのミサイルとロケットの研究開発、調達、生産、保管、維持及び支給に対して責任を負うようになった。レッドストーン兵器廠は1956年に設立されたアメリカ陸軍弾道ミサイル局 (ABMA) の本拠地であったが、1960年にすべての宇宙開発関連プログラムを含むいくつかの施設と人員がNASAに異動した。
レッドストーン兵器廠は、アメリカ陸軍のミサイル計画の政策、開発及び試験の中心地であり続けている。レッドストーンは、陸軍航空ミサイル軍の他に、戦術UAV計画局、兵器弾薬及び電子機器整備学校、レッドストーン技術試験センター (RTTC) などの活動が行われている。レッドストーン兵器廠は、推進装置分析と開発のためのNASAの施設であるジョージ・C・マーシャル宇宙飛行センターのホストもつとめる。サターンV打ち上げロケットは、ロケット技術者のヴェルナー・フォン・ブラウンのチームによって、ここレッドストーンで開発された。

### 開発兵器
レッドストーン兵器廠は、次のミサイル及びロケット兵器の開発に携わった。
- MIM-3 ナイキ・エイジャックス（地対空ミサイル）
- MGM-5 コーポラル（短距離弾道ミサイル）
- PGM-11 レッドストーン（短距離弾道ミサイル）
- MGM-18 ラクロス（短距離弾道ミサイル）
- MIM-14 ナイキ・ハーキュリーズ（地対空ミサイル）
- PGM-19 ジュピター（中距離弾道ミサイル）
- MIM-23 ホーク（地対空ミサイル）
- MGM-29 サージェント（短距離弾道ミサイル）
- MGM-31 パーシング（短距離/準中距離弾道ミサイル）
- FIM-43 レッドアイ（歩兵携行地対空ミサイル）
- MIM-46 マウラー（地対空ミサイル）
- MGM-51 シレイリ（対戦車ミサイル）
- MGM-52 ランス（短距離弾道ミサイル）
- MIM-72 チャパラル（地対空ミサイル）
- FGM-77 ドラゴン（歩兵携行対戦車ミサイル）
- BGM-71 TOW（対戦車ミサイル）
- FIM-92 スティンガー（歩兵携行地対空ミサイル）
- MIM-104 パトリオット（地対空ミサイル）
- AGM-114 ヘルファイア（空対地ミサイル）
- MGM-140 ATACMS（短距離弾道ミサイル）
- FGM-148 ジャベリン（歩兵携行対戦車ミサイル）
- MGR-1 オネスト・ジョン（地対地核ロケット弾）
- MGR-3 リトル・ジョン（地対地核ロケット弾）
- MLRS（多連装ロケットランチャー）
- ロキ（無誘導空対空ロケット/気象観測ロケット）
- ダート（対戦車ミサイル）